# Corvette Indy Concept
Pour les articles homonymes, voir Corvette et Indy.
La Corvette Indy Concept ou Chevrolet Cerv III est un concept car de supercar GT du constructeur automobile américain Chevrolet (de General Motors), conçu en 3 versions, et présenté au salon de l'automobile de Détroit 1986. 

## Histoire
Ce concept de supercar est conçu en trois versions par les chefs-designers General Motors Chuck Jordan (en) et Jerry Palmer (en), sous le nom Cerv III du Chevrolet Engineering Research Vehicle, pour succéder aux Chevrolet Corvette (C4) de 1984. Une première carrosserie au design futuriste, en Kevlar et fibre de carbone, est conçue en deux versions : une version style Targa et une version avec cockpit entièrement vitré et portes à ouverture en élytre,.

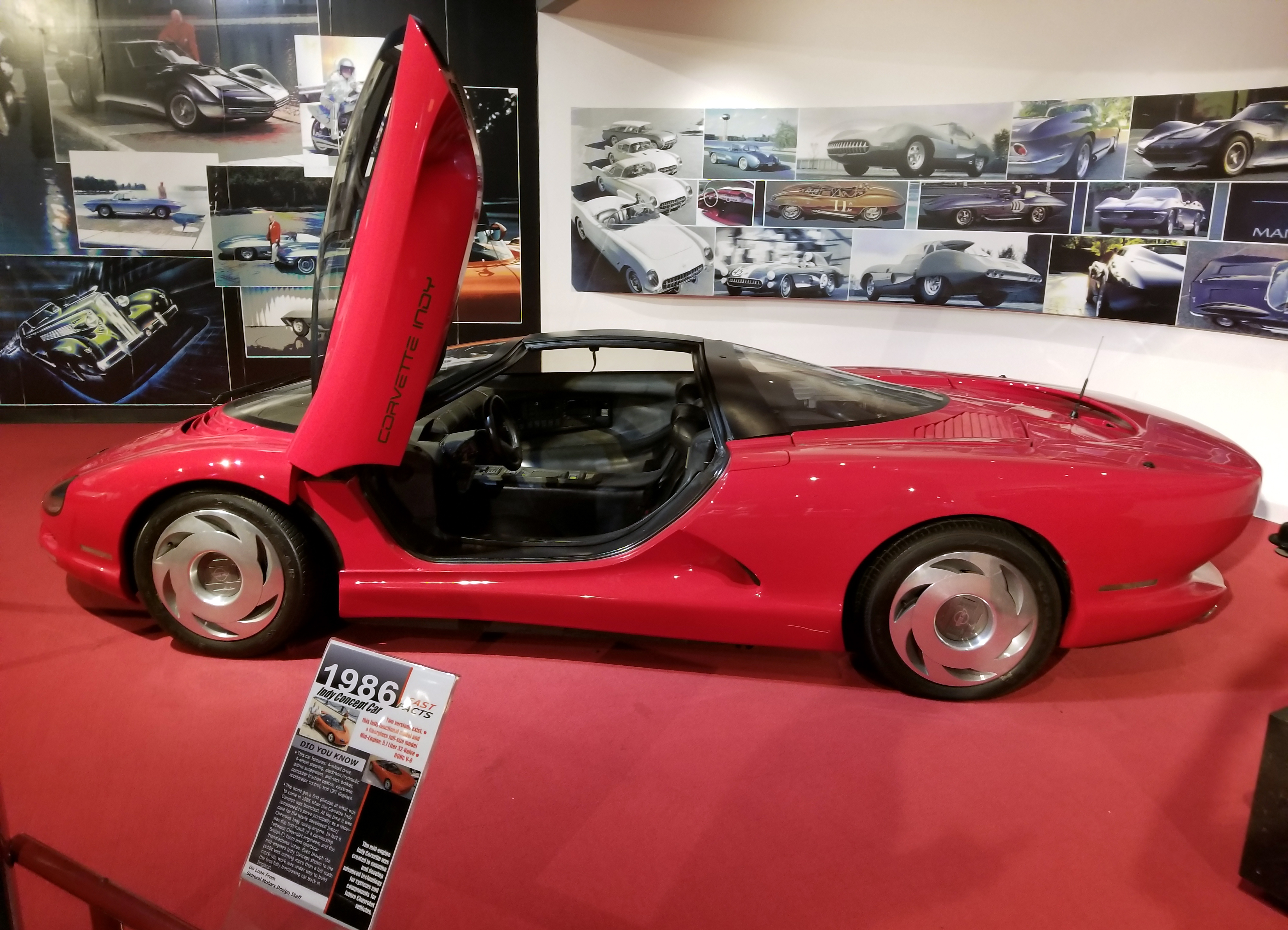
Version à portes à ouverture en élytre
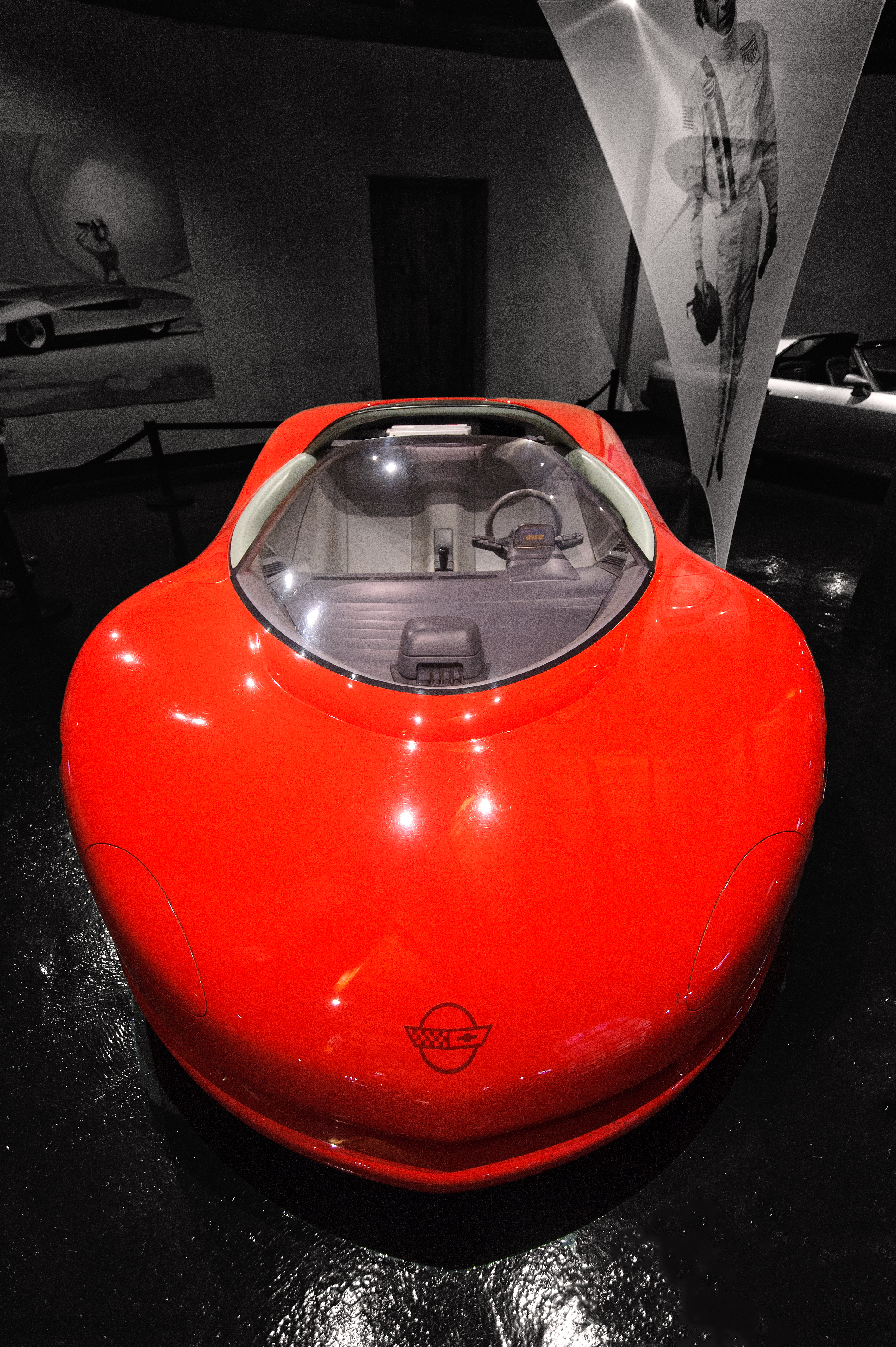
Version style Targa
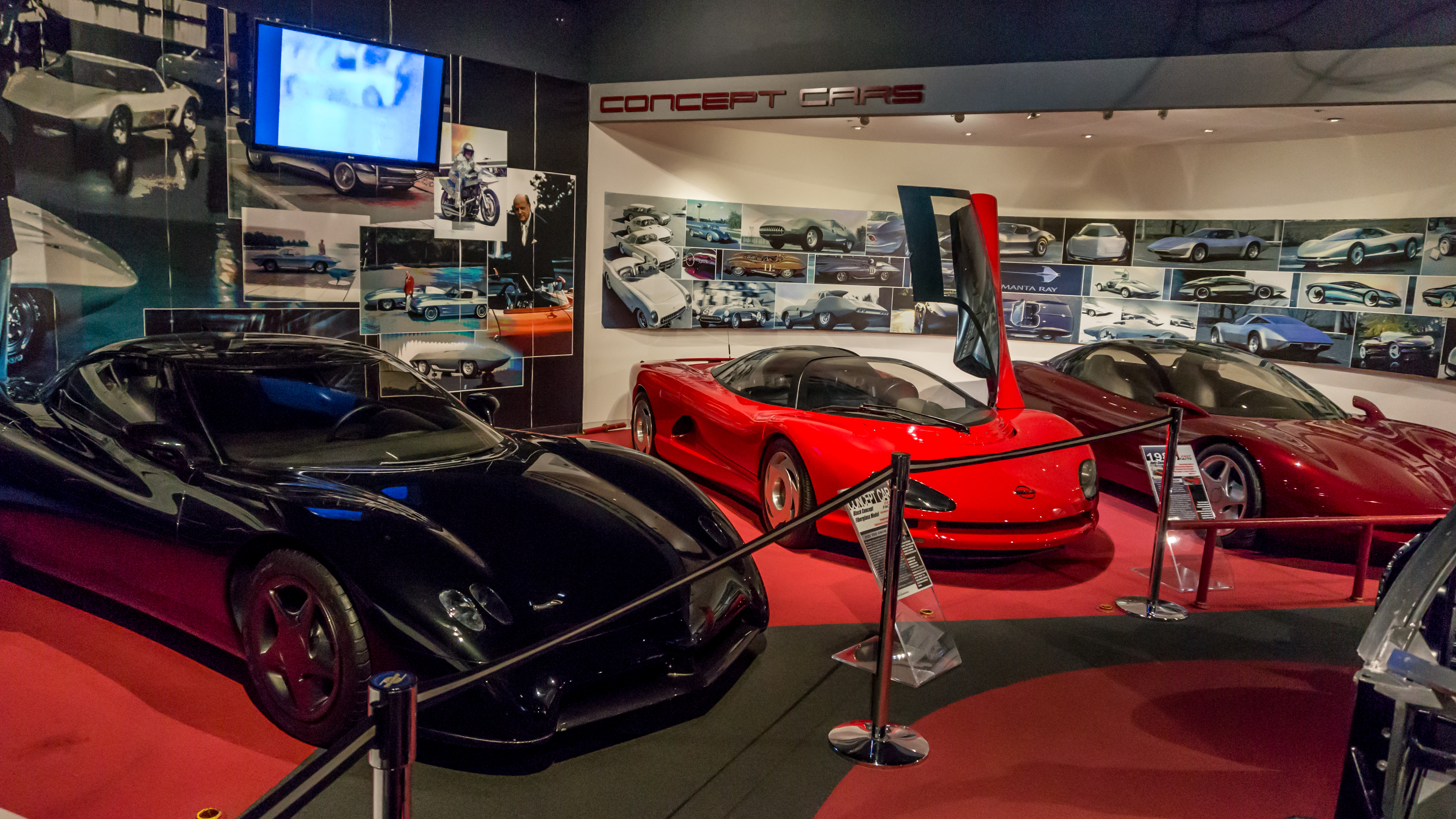
Au National Corvette Museum

Ces prototypes à transmission intégrale et moteur central arrière (inspirés des Chevrolet Aerovette précédentes) sont motorisés par un V8 biturbo de 2,6 L de plus de 650 ch de 500 miles d'Indianapolis (Ilmor-Chevrolet 265-A engine (en)) pour une vitesse de 338 km/h.
L'affichage du tableau de bord est  assuré par des écrans cathodiques,.

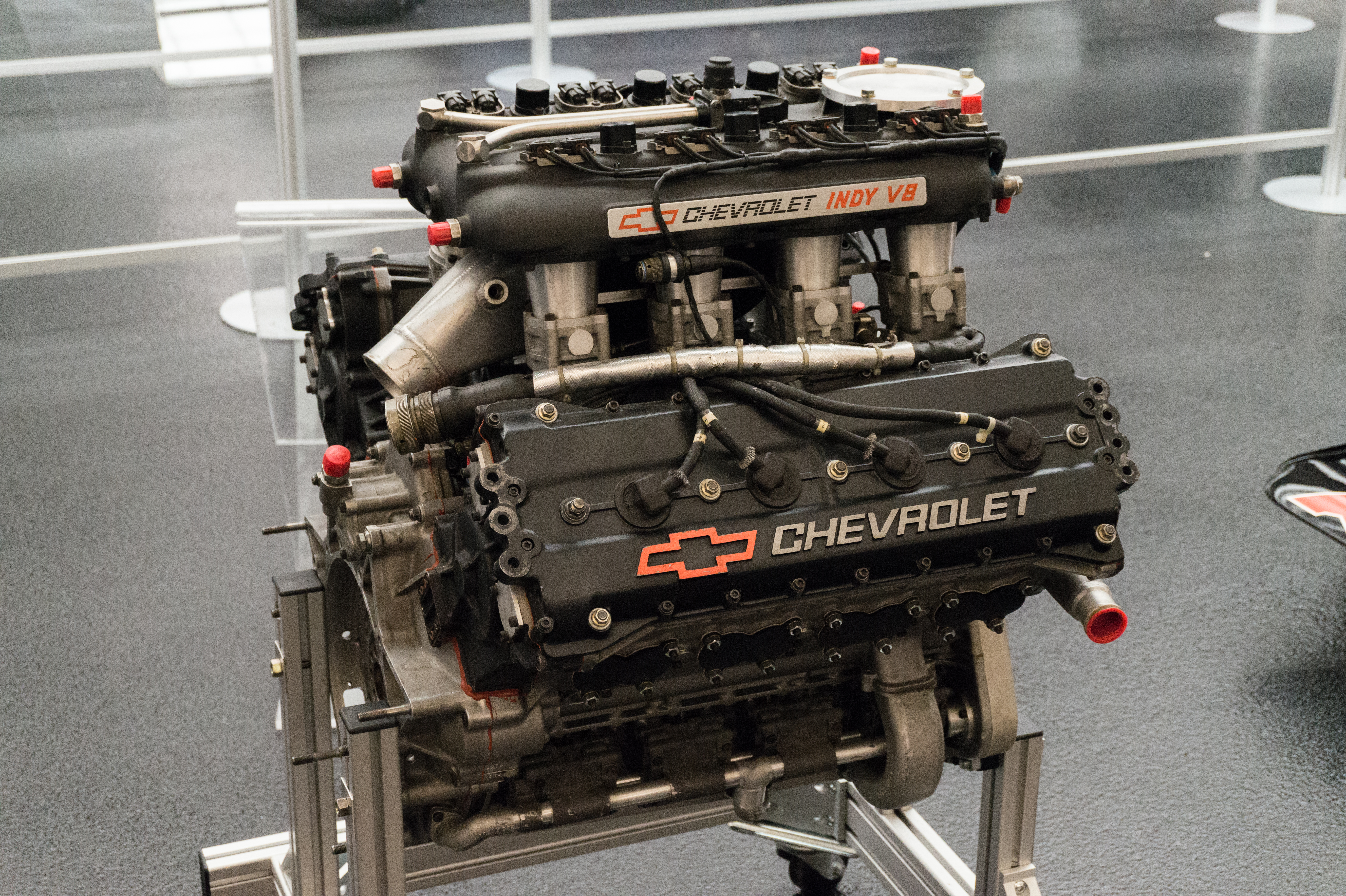
Chevrolet V8 Indy biturbo 2,6 L de 650 ch de 500 miles d'Indianapolis
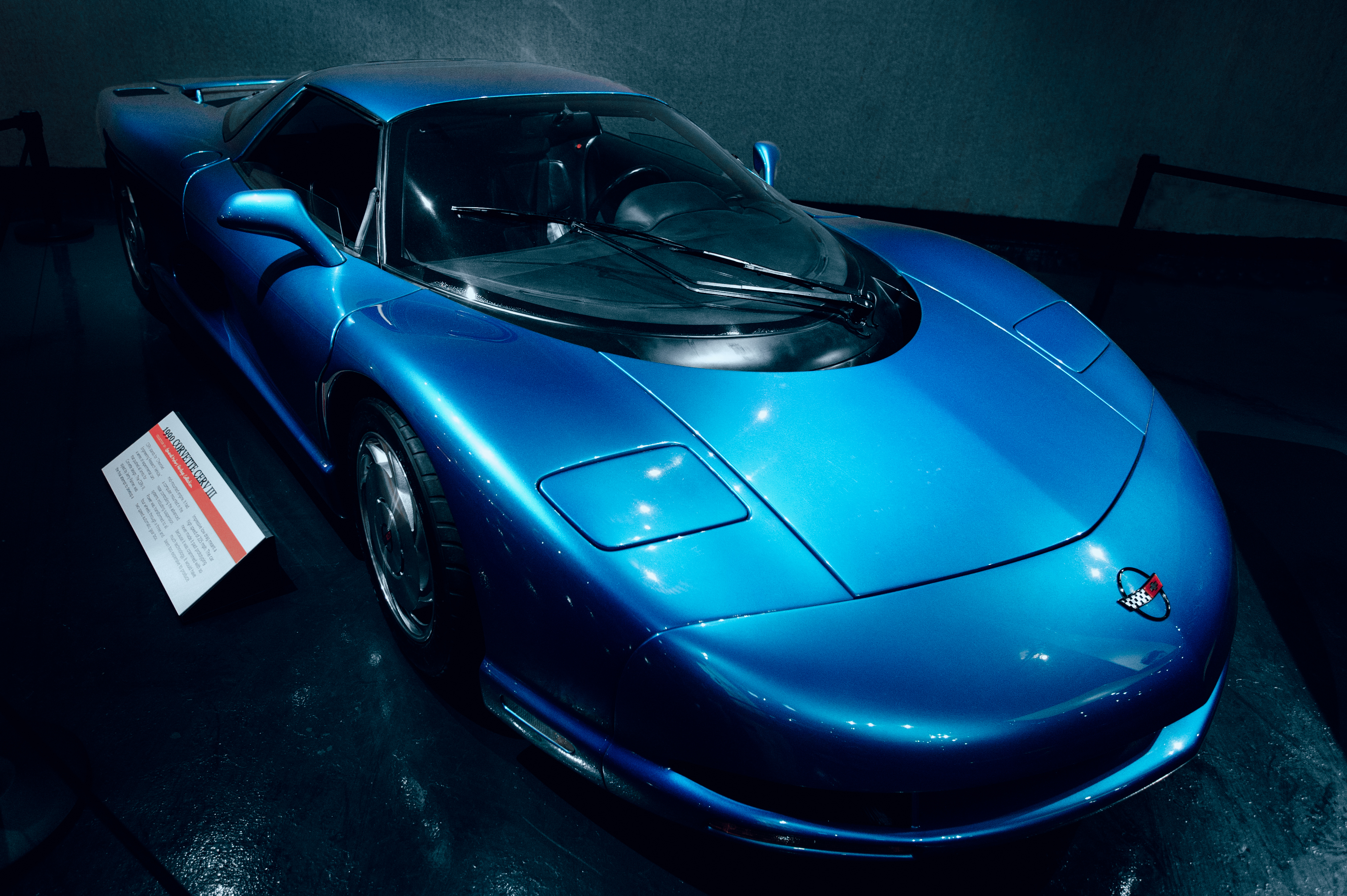
3e version Chevrolet Cerv III de 1990

La 3e version GT de Chevrolet Cerv III est présentée en 1990. Elle est motorisée par un V8 de 5,7 L de 380 ch de Chevrolet Corvette C4 ZR1 (1990) conçu par Lotus Cars (acquis en 1986 par General Motors),. Ce modèle préfigure la commercialisation des futures Chevrolet Corvette (C5) de 1997.

## Quelques modèles similaires
Peugeot Quasar (1984), Peugeot Proxima (1986), Ferrari Mythos (1989), Ferrari Testa D’Oro (1989), Jaguar XJ220 (1992) 